# Dolors Pujol Solanellas
Dolors Pujol Solanellas (Reus, 25 de desembre de 1900 - finals del segle xx) va ser una bibliotecària filla de Pere Pujol Minguell, comerciant i comissionista de Reus, i d'Elisa Solanellas Aragonès, mestra, d'Alforja.
Va ser la primera de cinc germans. Dels altres quatre, l'Elisa, com ella, va ser bibliotecària, i l'Àngela pedagoga i catedràtica de matemàtiques. El pare va morir de sobte amb 42 anys, i la mare, mestra i molt religiosa, va portar les seves dues filles grans, la Dolors i l'Elisa, a estudiar a Reus al col·legi de Maria Immaculada. Les germanes van seguir els estudis a l'Institut d'Ensenyament Mitjà, i acabat el batxillerat van ingressar a l'Escola de Bibliotecàries i Arxiveres de la «Escuela Superior de la Mujer», que permetia seguir els estudis en la modalitat d'ensenyament lliure, i només hi anaven a examinar-se. Quan van aconseguir el títol van entrar les dues germanes a treballar de bibliotecàries al Centre de Lectura de Reus, una entitat amb molt de prestigi i una important biblioteca. Amigues d'Eduard Toda, que havia fet una important donació de llibres al Centre de Lectura, fons que van catalogar, van fer estades temporals als estius al Castell d'Escornalbou entre els anys 1927 i el 1933, on van organitzar la biblioteca de l'erudit i van restaurar nombrosos llibres.
Dolors Pujol (també Lola i Maria Dolors) es va casar amb el filòsof i escriptor Josep Maria Capdevila, que s'havia quedat vidu i amb dos fills, el Francesc i el Vicenç. Capdevila va ser fundador del diari El Matí, una publicació catòlica, de la que en va ser despatxat com a director l'any 1934 quan la publicació va agafar un to integrista. L'any 1937 van tenir l'única filla, la Maria Elisa, que més tard es va fer monja. L'any 1939 Josep Maria Capdevila es va exiliar amb un grup d'escriptors, i Pau Vila li va proposar marxar a Colòmbia on va ser professor de literatura i filosofia a la Universitat de Popayán i després al Liceo Benalcázar de Santiago de Cali. Dolors i la seva filla es van quedar soles i la seva germana Elisa, casada amb Bartomeu Forteza, li van plantejar que anés a viure amb ells a Mallorca, a Felanitx. Bartomeu, que treballava a l’Estació Enològica com a enginyer agrònom, va aconseguir que la Maria Dolors pogués exercir com a mestra a l’Institut de Felanitx. Allà hi van viure uns cinc anys. La Dolors es va poder treure el títol de mestra i després de treballar a Felanitx va trobar una plaça a L'Ametlla de Mar. Més endavant la van enviar a buscar des del Centre de Lectura de Reus, que tenia una vacant de bibliotecària i van pensar en ella, ja que havia treballat en aquella entitat. Va arribar a ocupar el càrrec de directora de la biblioteca. La seva filla, la Maria Elisa va estudiar el batxillerat a Reus, i la Dolors va poder estar a prop de la seva germana petita, l'Àngela, a qui la guerra havia deixat vídua molt jove, i a qui avia ajudat econòmicament mentre estudiava Ciències Exactes a Barcelona.
Dolors Pujol va elaborar una molt completa Bibliografia de l'il·lustre reusenc Eduard Toda i Güell, un treball premiat en el VI Certamen Literari del Centre de Lectura de Reus celebrat l'any 1959 i publicat el 1964.